# H 627 (schip, 1978)

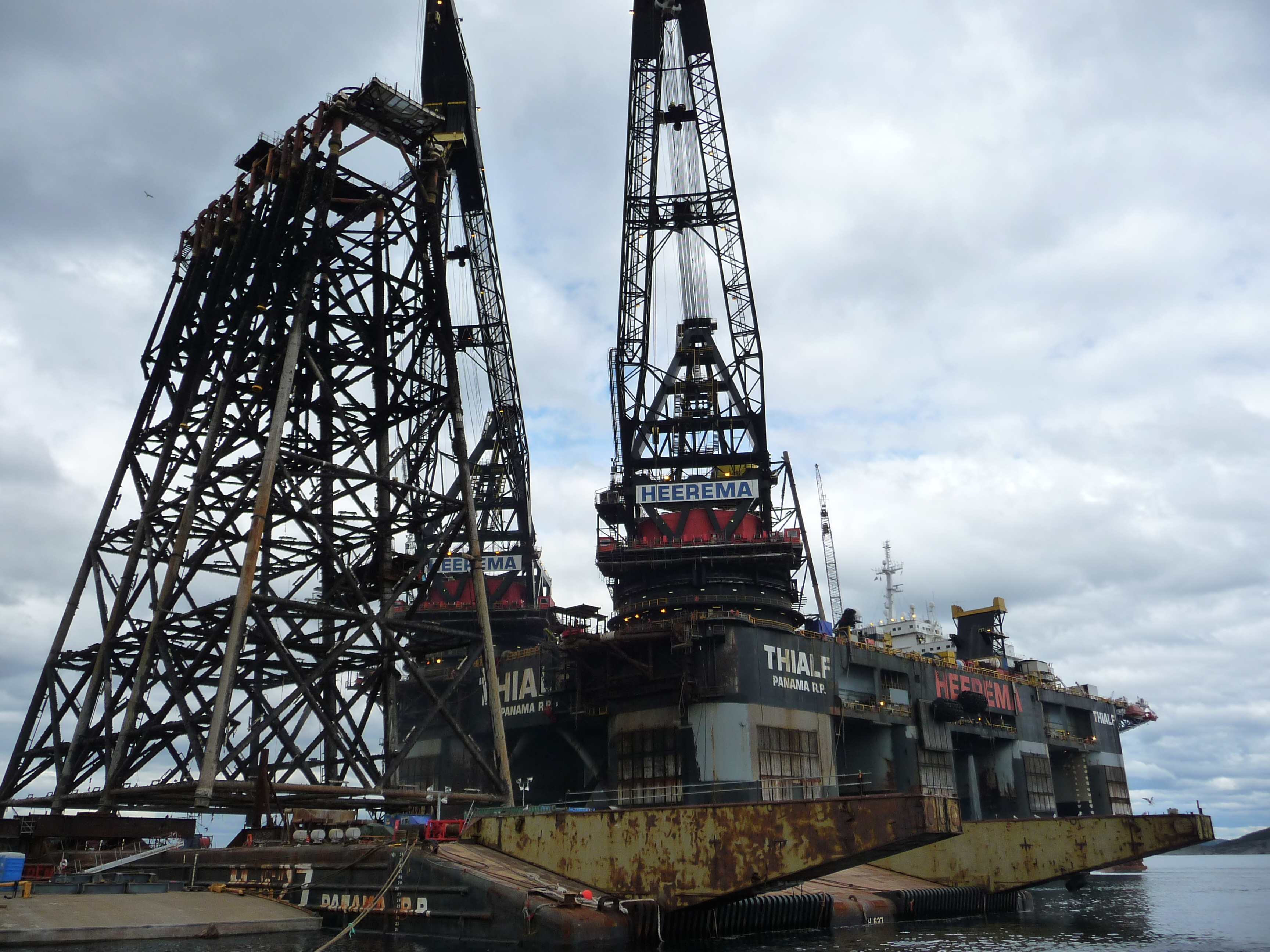
De ontmanteling van het Eko 2/4R jacket, hier net na het neerzetten door het kraanschip Thialf op de H 627 bij Mekjarvik

De H 627 is een lanceerbak van Heerema Marine Contractors. Deze werd in 1978 gebouwd door Hyundai Heavy Industries als BAR 376 voor Brown & Root.
Ten tijde van de ontwikkeling van het Ninian North-platform was de BAR 376 net beschikbaar. Dat betekende dat waar eerder het gewicht van het zelfdrijvende South-platform nog 22.000 ton was, dit kon worden teruggebracht naar 14.300 ton voor North omdat deze niet zelfdrijvend hoefde te zijn, maar met de BAR 376 kon worden vervoerd. North werd in juni 1978 geïnstalleerd.
In augustus 1979 werd hiermee voor Chevron een jacket van 217 meter hoog voor Garden Banks Block 236 gelanceerd. In 1983 werd de 329 meter hoge guyed tower Lena van Exxon zijwaarts gelanceerd.
In 1988 nam McDermott de bak over als Intermac 627. In 1999 nam Heerema de bak over als H 627.